# Andrzej Mencwel
Andrzej Stanisław Mencwel (ur. 11 września 1940 w Tarnobrzegu) – polski historyk literatury oraz krytyk literatury i kultury polskiej, antropolog kultury, eseista, publicysta. Profesor nauk humanistycznych. Ojciec Stanisława Mencwela i Jana Mencwela.

## Życiorys
Studiował filologię polską na Uniwersytecie Warszawskim, uzyskał w 1976 stopień doktora za rozprawę o Stanisławie Brzozowskim. W 1990 habilitował się na podstawie książki Etos lewicy. Esej o narodzinach kulturalizmu polskiego. W 1998 uzyskał tytuł profesora nauk humanistycznych.
Jest emerytowanym profesorem w Instytucie Kultury Polskiej na Wydziale Polonistyki Uniwersytetu Warszawskiego i na Wydziale Reżyserii Akademii Teatralnej im. A. Zelwerowicza w Warszawie, wykładał historię i antropologię kultury (polskiej i porównawczej); eseista, krytyk, publicysta. Od 1992 kierownik Katedry Kultury Polskiej UW, od 1998 wraz z jej przekształceniem w Instytut Kultury Polskiej – jego dyrektor (do 2005).
Członek Komitetu Nauk o Kulturze (wiceprzewodniczący) oraz Komitetu Nauk o Literaturze PAN, przewodniczący Humanistycznego Zespołu Ekspertów Ministra Edukacji Narodowej, członek korespondent Towarzystwa Naukowego Warszawskiego, członek Rady Towarzystwa Popierania i Krzewienia Nauk, członek Międzynarodowego Stowarzyszenia im. Janusza Korczaka, Association Internationale de Critiques Litteraires oraz Collegium Invisibile.
Debiutował na łamach dwutygodnika „Współczesność” jako krytyk. W latach 1978–1981 był redaktorem tygodnika „Literatura”, a w 1981 – czasopisma „Meritum”. Autor i współautor licznych publikacji, książek i podręczników. Współautor (wespół z Tomaszem Zygadło) scenariusza do obyczajowego filmu fabularnego pt. Sceny dziecięce z życia prowincji (reż. Tomasz Zygadło, premiera 12 stycznia 1987).
W latach 1967–1983 był członkiem Związku Literatów Polskich, członek PZPR w latach 1976–1981, ekspert IX Nadzwyczajnego Zjazdu PZPR w 1981.
Laureat nagrody Polskiego PEN-Clubu im. Jana Strzeleckiego (1998). Dwukrotnie nominowany do Nagrody Literackiej „Nike”: w 2007 za Wyobraźnię antropologiczną oraz w 2018 za Toast na progu. Mieszka w Warszawie.
Jest redaktorem serii „Communicare” wydawanej przez Wydawnictwa Uniwersytetu Warszawskiego i został wyróżniony nagrodą czasopisma „Literatura na Świecie” w kategorii „Inicjatywy Wydawnicze” w 2010.
W 2015 jego książka pt. Stanisław Brzozowski. Postawa krytyczna. Wiek XX została nominowana do Nagrody Historycznej im. Kazimierza Moczarskiego oraz do Nagrody Literackiej Gdynia w kategorii eseistyka. Za pracę tę został także uhonorowany Nagrodą im. Kazimierza Wyki.
Syn krawca Antoniego Mencwela i Stanisławy z domu Walkowiak. W 1970 ożenił się z Anną Gettlich, z którą ma synów: Stanisława (ur. 1971) i Jana (ur. 1983).

## Odznaczenia
- Krzyż Oficerski Orderu Odrodzenia Polski – za wybitne zasługi w pracy naukowo-badawczej, za osiągnięcia w działalności dydaktycznej i społecznej (29 września 2011)[11]
- Krzyż Kawalerski Orderu Odrodzenia Polski – za wybitne zasługi w pracy naukowej, dydaktycznej i organizacyjnej (9 sierpnia 2004)[12]
- Srebrny Medal „Zasłużony Kulturze Gloria Artis” – za upowszechnianie kultury (29 września 2005)[13]

## Twórczość
- Sprawa sensu (PIW 1971)
- Stanisław Brzozowski. Kształtowanie myśli krytycznej (Czytelnik 1976)
- Widziane z dołu (PIW 1980, ISBN 83-06-00519-8)
- Spoiwa. Refleksje krytyczne (Czytelnik 1983, ISBN 83-07-00567-1)
- Etos lewicy. Esej o narodzinach kulturalizmu polskiego (PIW 1990, ISBN 83-06-01774-6)
- Przedwiośnie czy potop. Studium postaw polskich w XX wieku (Czytelnik 1997, ISBN 83-07-02605-9)
- No! Io non sono morto… Jak czytać „Legendę Młodej Polski” (Wydawnictwo Literackie 2001, ISBN 83-08-03155-2)
- Kaliningrad, moja miłość. Dwa pokrewne eseje podróżne (Borussia 2003, ISBN 83-89233-10-X)
- Wyobraźnia antropologiczna Warszawa 2006 Wydawnictwa Uniwersytetu Warszawskiego
- Antropologia kultury. Zagadnienia i wybór tekstów. Wiedza o kulturze. Część I red. naukowa A. Mencwel, Warszawa 2005, Wydawnictwa Uniwersytetu Warszawskiego
- Antropologia słowa. Zagadnienia i wybór tekstów. Wiedza o kulturze, red. naukowy A. Mencwel, Warszawa 2003, Wydawnictwa Uniwersytetu Warszawskiego
- Toast na progu (Wydawnictwo Literackie 2017, ISBN 97-88308-06-3989)

## Opracowania
- W kręgu socjologii literatury. T. 1, Stanowiska. T. 2, Zagadnienia; Interpretacje (wstęp, wybór i oprac.; Państwowy Instytut Wydawniczy 1977, 1980)
- Stanisław Brzozowski, Aforyzmy (wybór i wstęp; Państwowy Instytut Wydawniczy 1979)
- Stanisław Brzozowski, Płomienie. Z papierów po Michale Kaniowskim wydał i przedmową poprzedził Stanisław Brzozowski (autor przedmowy; Iskry 1983, ISBN 83-207-0459-6)
- Stanisław Dygat, Disneyland (posłowie; Glob 1986, ISBN 83-7007-070-1)
- Stanisław Brzozowski, Opętane zegary. Wybór publicystyki społeczno-politycznej z lat 1905–1907 (Kolegium Otryckie: Wydział Propagandy Rady Naczelnej ZSP [Zrzeszenia Studentów Polskich], 1986; Universitas 1987)
- Igor Newerly, Zostało z uczty bogów (autor posłowia; Czytelnik 1988, 1989, ISBN 83-07-01888-9 [opr.], ISBN 83-07-00716-X [brosz.]);
- Stanisław Brzozowski, Wczesne prace krytyczne (autor wstępu; Państwowy Instytut Wydawniczy 1988; ISBN 83-06-01571-1)
- Wiedza o kulturze. Cz. 2, Słowo w kulturze: zagadnienia i wybór tekstów (oprac. wespół z Michałem Bonim i Grzegorzem Godlewskim, Wydawnictwa Uniwersytetu Warszawskiego 1991, ISBN 83-230-0343-2)
- Historia i kultura: studia z dziejów polskiej myśli kulturalnej (redaktor naukowy; Wydawnictwa Uniwersytetu Warszawskiego 1987, 1991; ISBN 83-230-0737-3)
- Antropologia kultury: zagadnienia i wybór tekstów (wstęp i redakcja; oprac. wespół z Grzegorzem Godlewskim, Leszkiem Kolankiewiczem i Pawłem Rodakiem; Wydawnictwa Uniwersytetu Warszawskiego 1995, 1998, 2001, 2005; ISBN 83-23-09807-2)
- Stanisław Brzozowski, Pamiętnik (autor wstępu; Czytelnik 2000, ISBN 83-07-02750-0)
- Antropologia słowa: zagadnienia i wybór tekstów (oprac. wespół z Grzegorzem Godlewskim i Rochem Sulimą; wstęp i redakcja Grzegorz Godlewski; Wydawnictwa Uniwersytetu Warszawskiego 2003, ISBN 83-235-0051-7)
- Jan Strzelecki, Niepokoje amerykańskie (autor przedmowy; słowo wstępne Andrzej Siciński; posłowie Zygmunt Bauman; IFiS PAN, 2004; ISBN 83-7388-019-4)